# القطار (فلم)
فيلم دراما مصري إنتاج عام 1986، قصة محمد سعيد مرزوق، إخراج أحمد فؤاد[ ؟ ]، بطولة: نور الشريف - ميرفت أمين - أمين الهنيدي - يوسف شعبان - نبيلة السيد - وحيد سيف - صلاح نظمي - فؤاد أحمد - صبري عبد المنعم - فاروق يوسف - سيف الله مختار - حسني عبد الجليل.

## البطولة لــ
- نور الشريف
- أبو بكر عزت
- ميرفت أمين
- يوسف شعبان
- سيف الله مختار
- صبري عبد المنعم

## وصلات خارجية
- مقالات تستعمل روابط فنية بلا صلة مع ويكي بيانات